# Далекарлийская лошадка
Далекарлийская лошадка, или даларнская лошадка (швед. dalahäst) — стилизованная деревянная фигурка лошади, игрушка, которая является национальным символом Шведского королевства. Далекарлийская лошадка является предметом народного промысла провинции Даларна; изготавливают игрушку многие населённые пункты провинции, но самое крупное и, одновременно, старейшее производство расположено в деревне Нуснес (Nusnäs) коммуны Мура (Mora).
Традиционно фигурка лошадки вырезается с соединёнными ушами и без хвоста. Окрашивается в красный цвет, а сбруя разрисовывается бело-синими узорами в стиле kurbits. В первой половине XX века стали популярными два новых базовых цвета игрушки: красно-коричневый и светло-серый с пятнышками (конь в яблоках), с оттенками синего. Размер игрушек варьируется от сантиметровых фигурок до увесистых полуметровых сувениров.

## История

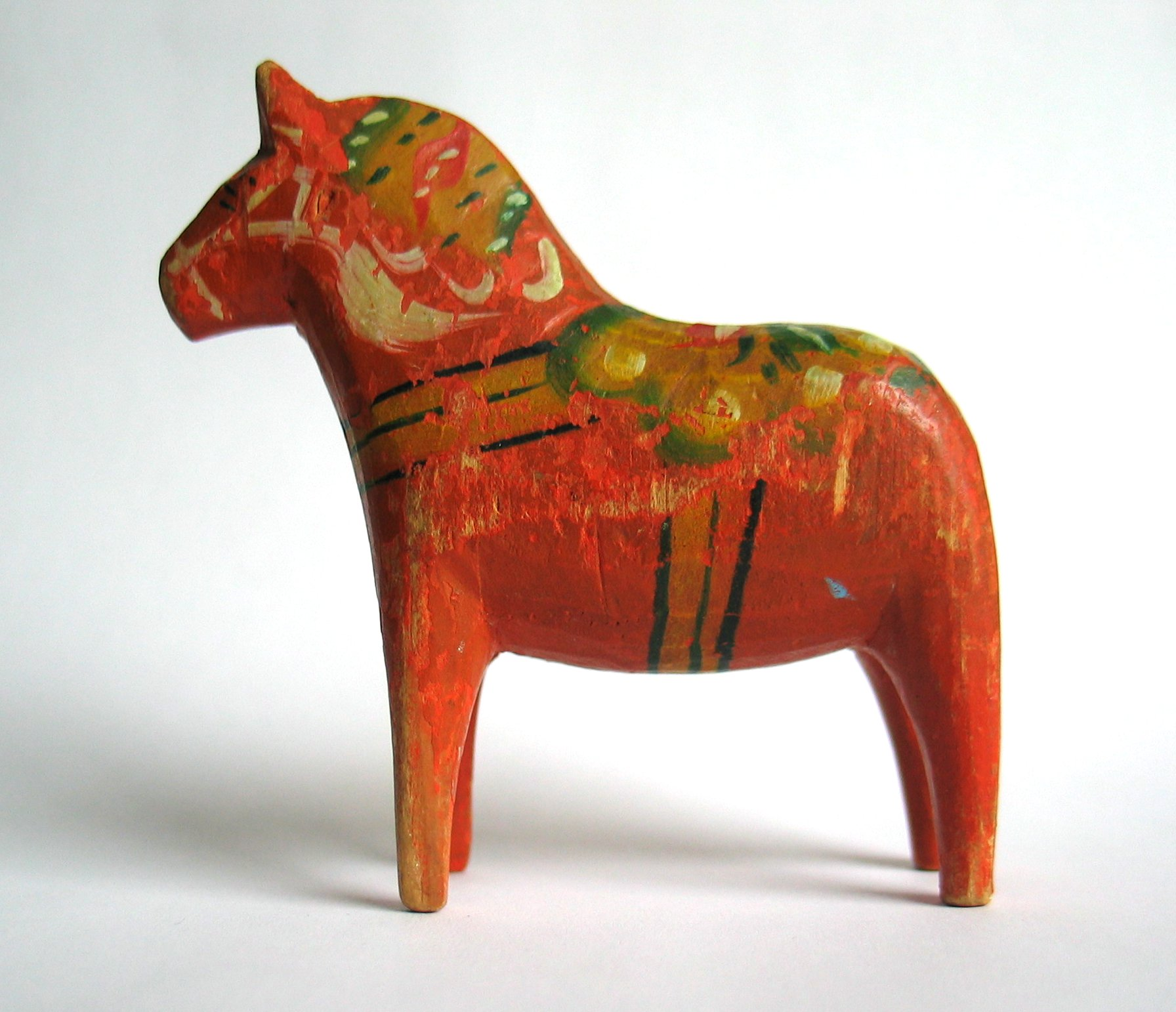
Далекарлийская лошадка в стиле kurbits. (около 1950 г.)

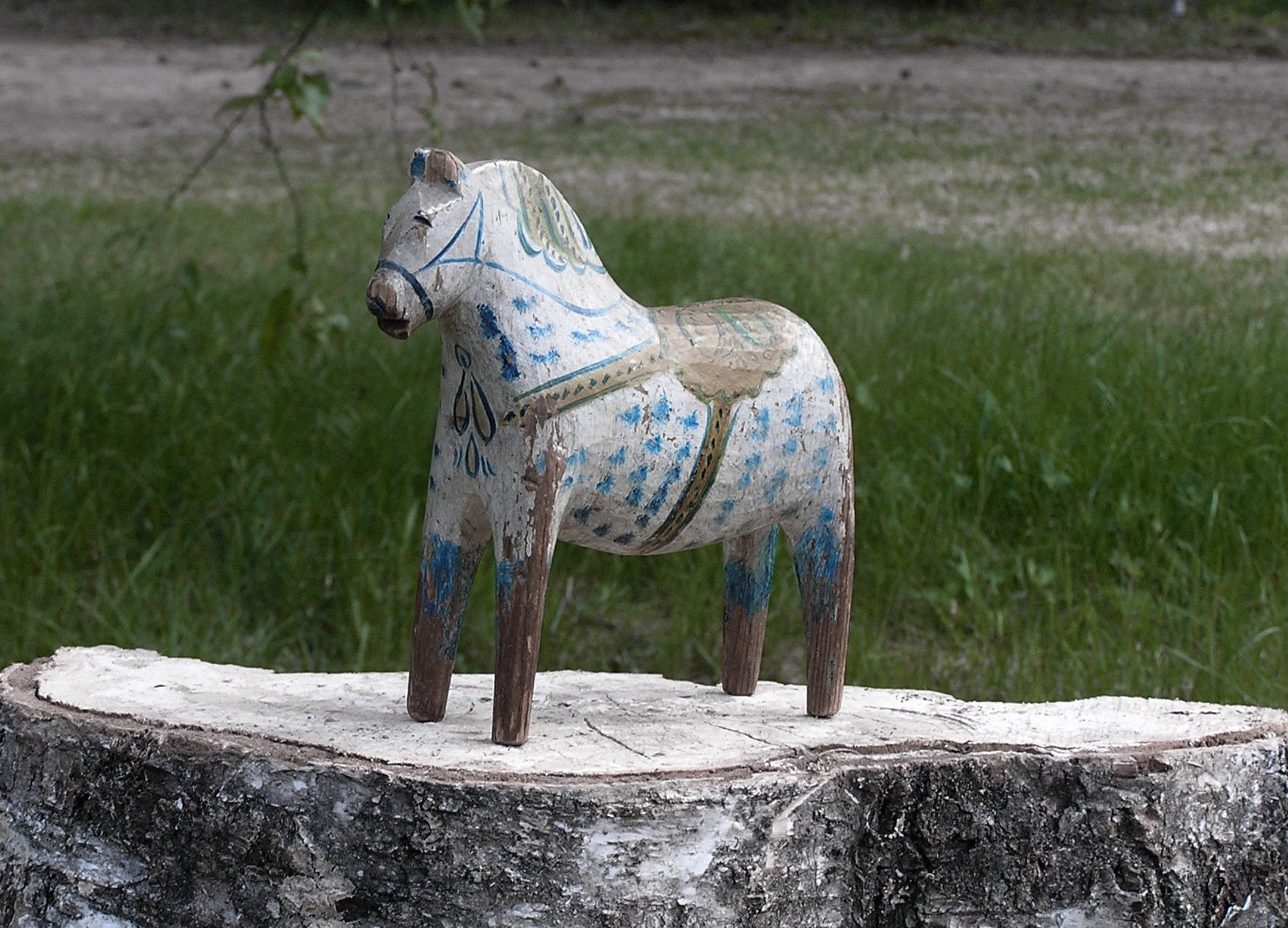
Далекарлийская лошадка. Художник Рюттер Олаф Mатсон. Риса, (около 1910 г.)

Считается, что первую игрушку вырезал неизвестный краснодеревщик, который, закончив очередной стул, из оставшегося материала вырезал лошадку для детей.
Первые упоминания о деревянных лошадках появляются в 1624 году, когда Йоханнес Рудбек, епископ Вестеросский писал в своей проповеди о легкомыслии, которое приводит к греху гордыни, нечестивости и обману глупцов, и в качестве «орудия порока» обличал карты, кости, куклы, деревянные лошадки и любовные песни. Епископ наложил запрет на производство игрушек, но попытка искоренить «грех» не увенчалась успехом. В 1660-е годы, в период «охоты на ведьм», были осуждены многие шведские женщины, вырезавшие деревянных лошадок. Их обвиняли в том, что заколдованные игрушки заманивали детей на лысую гору.
Но несмотря ни на что, далекарлийская лошадка оставалась любимой игрушкой шведских детей. В маленьких хижинах, долгими зимними вечерами, родители вырезали деревянные фигурки, чтобы порадовать своих домочадцев. Купцы покупали лошадок, а затем, в провинциях, где такие игрушки были еще неизвестны, продавали или меняли на еду. Так, в XVIII веке, далекарлийская лошадка начала своё путешествие по Швеции, получив второе рождение. Игрушку начали раскрашивать, внешний вид стал праздничным и ярким. В конце XIX века и начале XX века производством игрушки уже занимались многие семьи в населённых пунктах коммуны Мура (Mora): Риса (Risa), Берьйкарлос (Bergkarlås) и Ваттнэс (Vattnäs). Обычно в семье муж вырезал фигурки, жена расписывала. Несмотря на разнообразие, большинство лошадок имели длинные шеи и пышные гривы, что роднит их с норвежскими деревянными лошадками. Кто-то приделывал игрушкам кожаные поводья.
В 1920 году 24-летний Граннас Андерс Олссон (Grannas Anders Olsson) из Нуснеса (Nusnäs) начал вырезать на продажу деревянные лошадки в пекарне своего отца. Это были чёрно-белые игрушки на платформе с колёсиками. В 1922 году он открыл мастерскую, будущую «Grannas A Olsson Hemslöjd AB». Граннас был старшим среди девяти детей, ещё двое его братьев, Нильс и Яннес, помогали ему изготавливать лошадок после школы. Старшему брату, Нильсу, было тогда 9 лет, а младшему — 7 лет. В 1928 году младшие братья открыли свою мастерскую под названием «Nils Olsson Hemslöjd AB»,
В 1937 году на Всемирной выставке в Париже красная деревянная лошадка стала популярным шведским сувениром. А уже в 1939 году далекарлийская лошадка представляла Швецию на Всемирной выставке в Нью-Йорке как символ страны.
В 1999 году Марго и Томас Хольст (Tomas Holst) открыли в Дала-Йарне первый в мире музей далекарлийских лошадок, собрав более 150 экспонатов со всех уголков Даларны. Но больше этого Томаса Хольста прославила созданная им самая маленькая далекарлийская лошадка в мире, высота которой всего 3,4 мм, а длина 2,2 мм.

## Модельный ряд

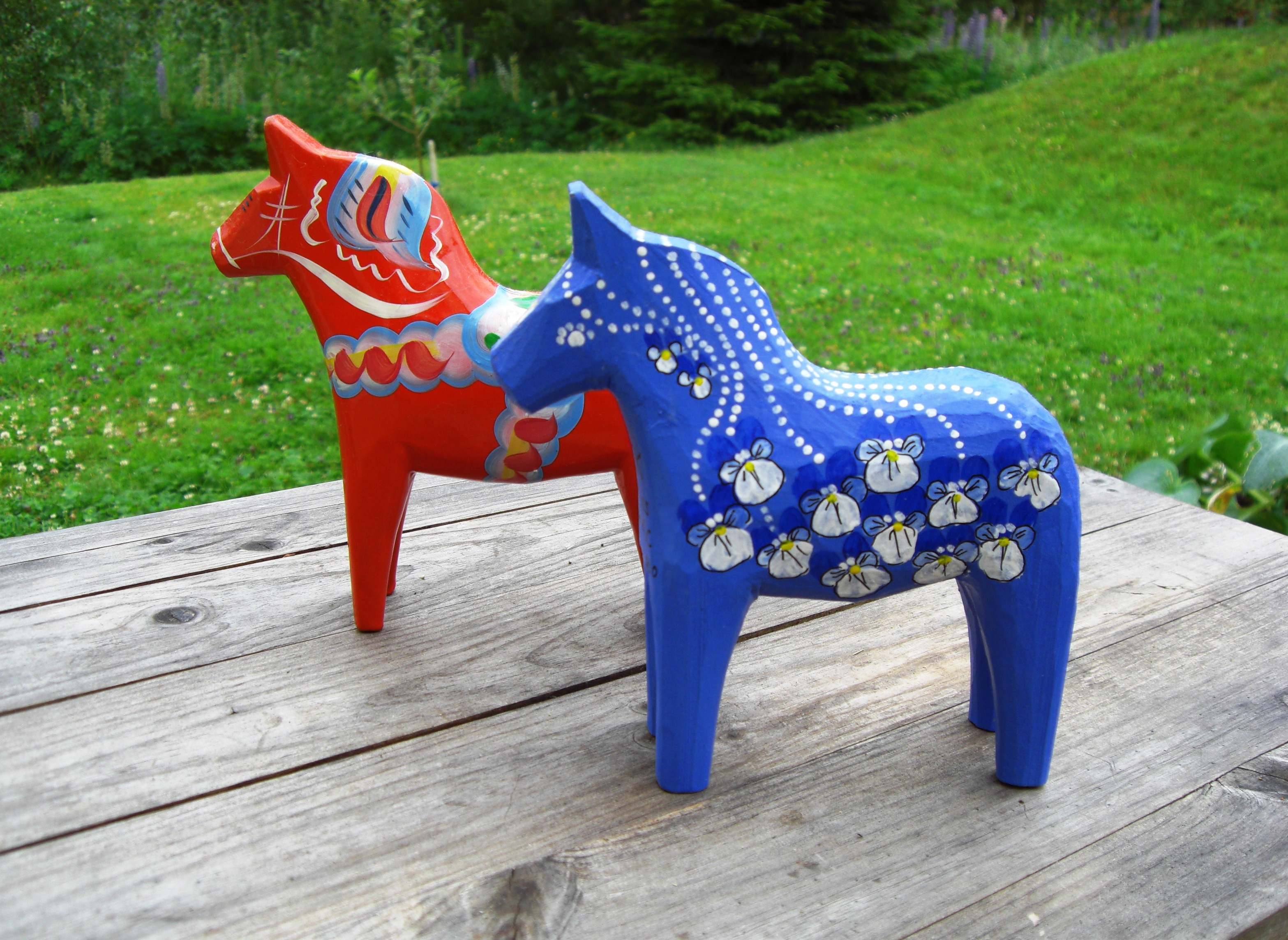
Классическая и лудвикская росписи.

Несмотря на подавляющий спрос на традиционные лошадки, почти каждый производитель пытается представить свою, отличную от других, модель. По рисунку и форме можно определить, в какой части Даларны создали сувенир.
Большинство моделей отличается только цветом и формой узора:
Свартнэсхэстен (Svartnäshästen) — чёрная лошадка c голубыми цветами вместо седла, c голубыми и жёлтыми узорами. Родом из деревни Свартнэс (Svartnäs), Даларна. Цвета игрушки не случайны: чёрный цвет олицетворяет местечко Свартнэс (svart — «чёрный»), белый и голубой цвета Финляндии (в лесных районах Даларны издревле селились финны), а жёлтый и синий — цвета самой Швеции.

Свэрдшёхэстен (Svärdsjöhästen) — оранжевая лошадка с чёрной гривой. Производится в городе Свэрдшё (Svärdsjö) с 1983 года.

Лудвикахэстен (Ludvikahästen) — синяя (или чёрная) лошадка с белыми ниспадающими цветами вместо сбруи, или её антипод: белая лошадка с синими цветами. Игрушка создана в городе Лудвика в 80-х годах XX века.

Лександсхэстен (Leksandshästen) — жёлтая, оранжевая или серо-голубая лошадка, с чёрной гривой и овальным седлом; узор простой, в виде белых точек, собранных в подобие цветков — который был заимствован художником с настенных обоев. Прототип был найден в 1948 году. Производится в городе Лександ (Leksand).

Рэттвиксхэстен (Rättvikshästen) — серая лошадка без седла, с чёрно-белой гривой, белыми точками по телу и восьмиконечными звёздами. Игрушку делают в городе Реттвик. Модель воссоздана в 1950 году с оригинала 1850 года из города Стумснэс (Stumsnäs).

В некоторых моделях изменения немного коснулись и формы фигурки:
Сильянсхэст (Siljanshäst) — лошадка может быть разных цветов (серо-голубая или красная), отличительной чертой служит немного вытянутая вверх форма, наличие шанфрона и овального седла. Игрушка тоже из Рэттвика, а название получила в честь городка Сильянснэс (Siljansnäs), где был создан прототип.

Сёдербэркехэстен (Söderbärkehästen) — жёлтая лошадка с резным хвостом (редкость для далекарлийских лошадок), с синим овальным седлом и с рисунком в виде снежинок. Производится в городе Сёдербэрке (Söderbärke) с 1984 года.

Фогельшёхэстен (Fågelsjöhästen) — белый конь в синих яблоках, с синей гривой, без седла. Чтобы показать пышную гриву, шея лошадки сильно утолщена. Изготавливается в деревне Фогельшё (Fågelsjö). Стиль схож с норвежскими деревянными лошадками. 

Есть модели, совсем не похожие на далекарлийскую лошадку, где фантазия художника придала фигурке иную, порой причудливую, форму:
Сундбрунсхэстен (Sundbornshästen) — оригинальная лошадка, в стиле кубизм: белая фигурка с гранями с синими тонкими узорами, с резным хвостом, хвост и грива оранжевые. Родом игрушка из города Сундбрун (Sundborn), производится в городе Свэрдшё.

Тюнахэстен (Tunahästen) — синяя лошадка с красной гривой и красно-жёлто-зелёным седлом. В отличие от остальных моделей, лошадка Тюнахэстен словно застыла в резвом беге. Изготавливают игрушку в городе Бурленге, одноимённой коммуны, которая раньше называлась Стура Тюна, откуда лошадка и получила своё название.

Стаффансхэст (Staffanshäst) — ещё один шедевр из города Реттвик: лошадка с изогнутой шеей и резным хвостом, может быть любого цвета, с волнистыми линиями узора хвоста и гривы. Первая игрушка появилась в 1954 году, и была она красного цвета. Названа в честь святителя Стефана (Staffan), жившего в провинции Хельсингланд около 1150 года.

Стура Скедвихэстен (Stora Skedvihästen) — вороная, богатырская лошадка, с изогнутой шеей, выделяется из ряда своих собратьев аккуратно вырезанными гривой, хвостом и копытцами. По гриве и хвосту идёт волнистый жёлтый узор; круглое жёлтое седло украшено цветком; удила белые. Появился чудо-конь в муниципальном образовании Стура Скедви (Stora Skedvi landskommun), части коммуны Сэтер (Säters kommun).

Иншёполлен (Insjöpållen) — своеобразная чёрная лошадка с резными гривой и хвостом. Пышная, волнистая грива и хвост оставлены некрашеными, создавая контраст с чёрным телом. Найти эту лошадку можно в городке Иншён (Insjön) коммуны Лександ (Leksand)

Хедемурариттарен (Hedemoraryttaren) — единственная лошадка со всадником. Эта модель мало чем напоминает классическую далекарлийскую лошадку — плоская фигурка красного коня с белокурым шведом на спине. Всадник в синем костюме снял шляпу в приветственном жесте. Эта лошадка копирует памятник, установленный в городе Хедемура (Hedemora).

И это далеко не все модели деревянных лошадок богатой культуры провинции Даларна. Мастера постоянно ищут новые стили, и чтобы подчеркнуть уникальность своего населённого пункта, и чтобы привлечь новых туристов.

## Процесс изготовления
Центром по производству далекарлийской лошадки является деревня Нуснес (Nusnäs), где расположены две мастерские: Нильса Олссона (Nils Olsson) и Граннас Олссона (Grannas Olsson). «Мастерская Граннас Олссон» (Grannas A. Olssons Hemslöjd), основанная в 1922 году, является на сегодняшний день старейшим и самым крупным производством далекарлийской лошадки. На фабрике трудится около 80 человек, из которых 15 — художники. «Мастерская Нильса Олссона» (Nils Olsson Hemslöjd) не намного младше, основана в 1928 году.
Сегодня каждая лошадка, как и много лет назад, вырезается и раскрашивается вручную. В качестве материала чаще всего используется сосна, в изобилии растущая вокруг озера Сильян. Для маленьких фигурок, меньше 5 см, используется ольха. К качеству материала мастера относятся очень серьёзно, отбирая деревья для заготовок прямо в лесу. Затем брёвна распиливают на бруски нужного размера. Брус выдерживается в сушильной камере в течение двух-трёх недель. Для сувениров выше 25 см используется клеёный брус.
По трафарету, при помощи ленточной пилы, из брусков вырезают контуры лошадок и форму ног — это единственная автоматизация, которую претерпело производство. Затем вручную, ножом, доводят фигурку до нужной формы и погружают в краску на водной основе (первый слой, грунтовка).
Следующие два этапа — шпатлёвка и шлифовка: исправляются все дефекты на теле игрушки. На абсолютно гладкую поверхность фигурки наносят основной тон краски. Традиционный цвет лошадок красный, но есть фигурки и голубого, и розового, и черного цветов. Окрашенные заготовки оставляют на двое суток до полного высыхания.
Наступил черёд художественной росписи. Нанесение старинного многоцветного рисунка доверяют только женщинам. Непременными атрибутами игрушки служат нарисованные зеленым, белым, голубым, желтым и коричневым цветами — грива, седло, и поводья. Художники постоянно экспериментируют с формой и росписью далекарлийской лошадки, но простой старинный стиль остаётся в моде.

После нанесения узоров, выстроившись в многочисленные ряды, лошадки сохнут трое суток и только потом покрываются прозрачным лаком.

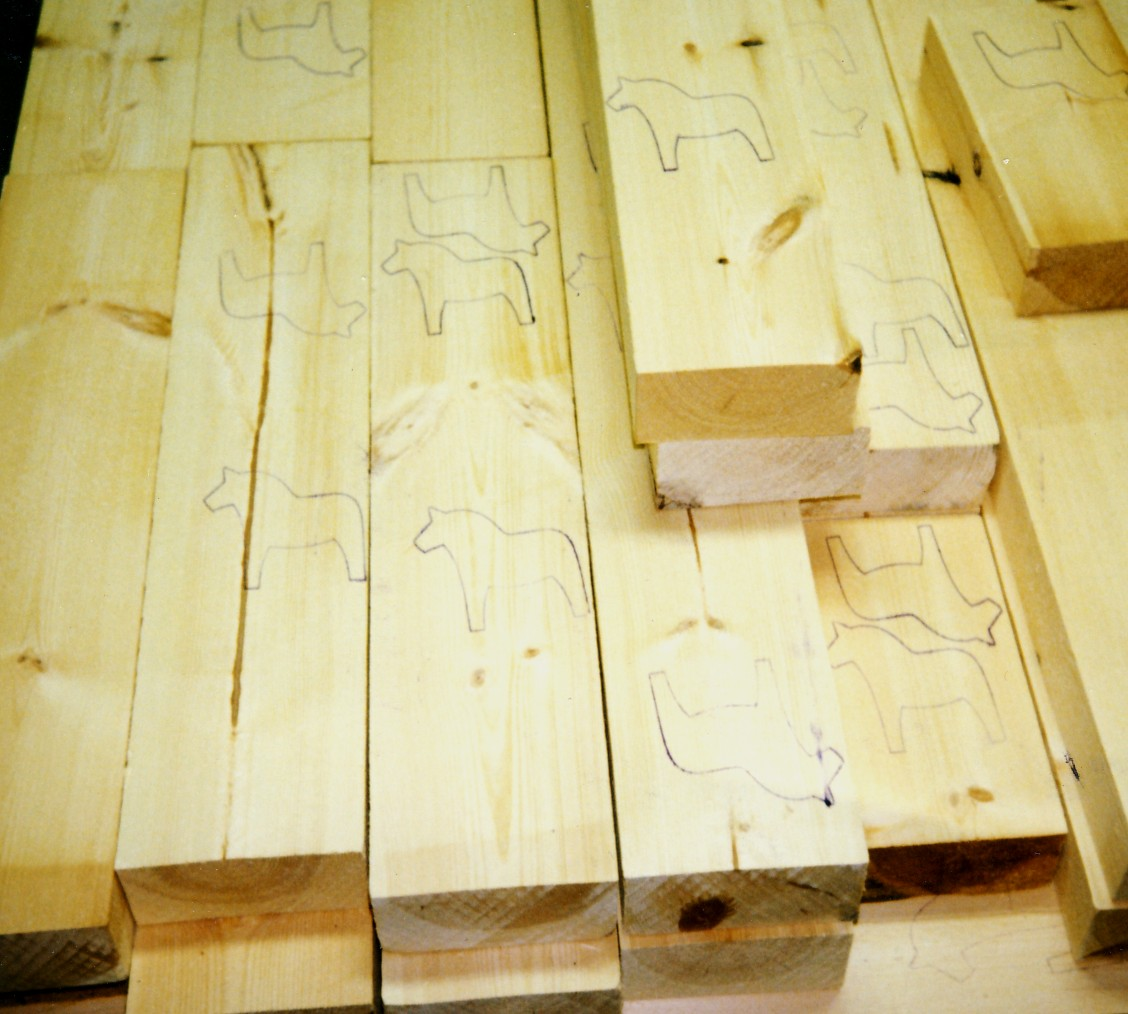
Сосновые бруски
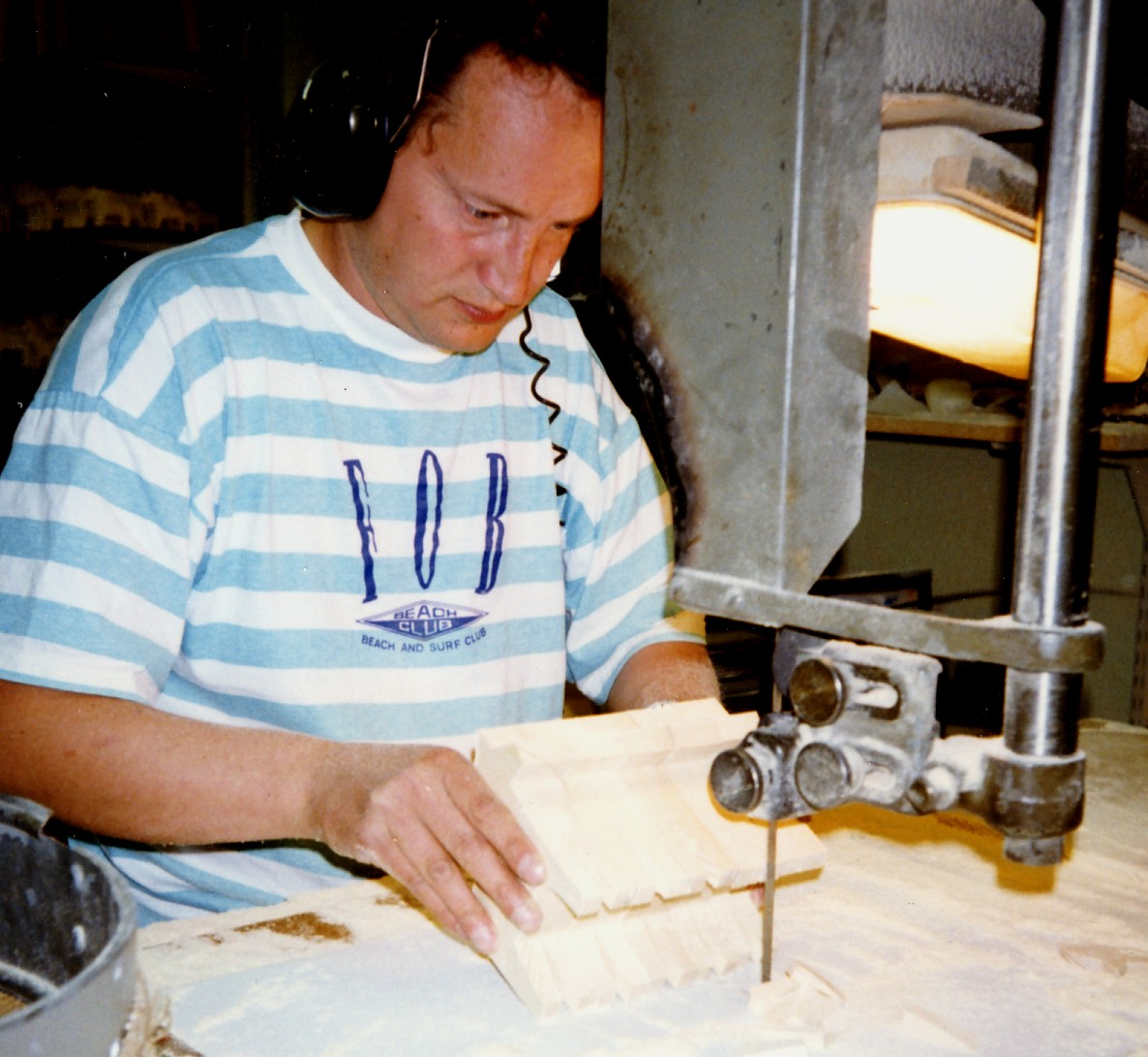
Нарезка заготовок
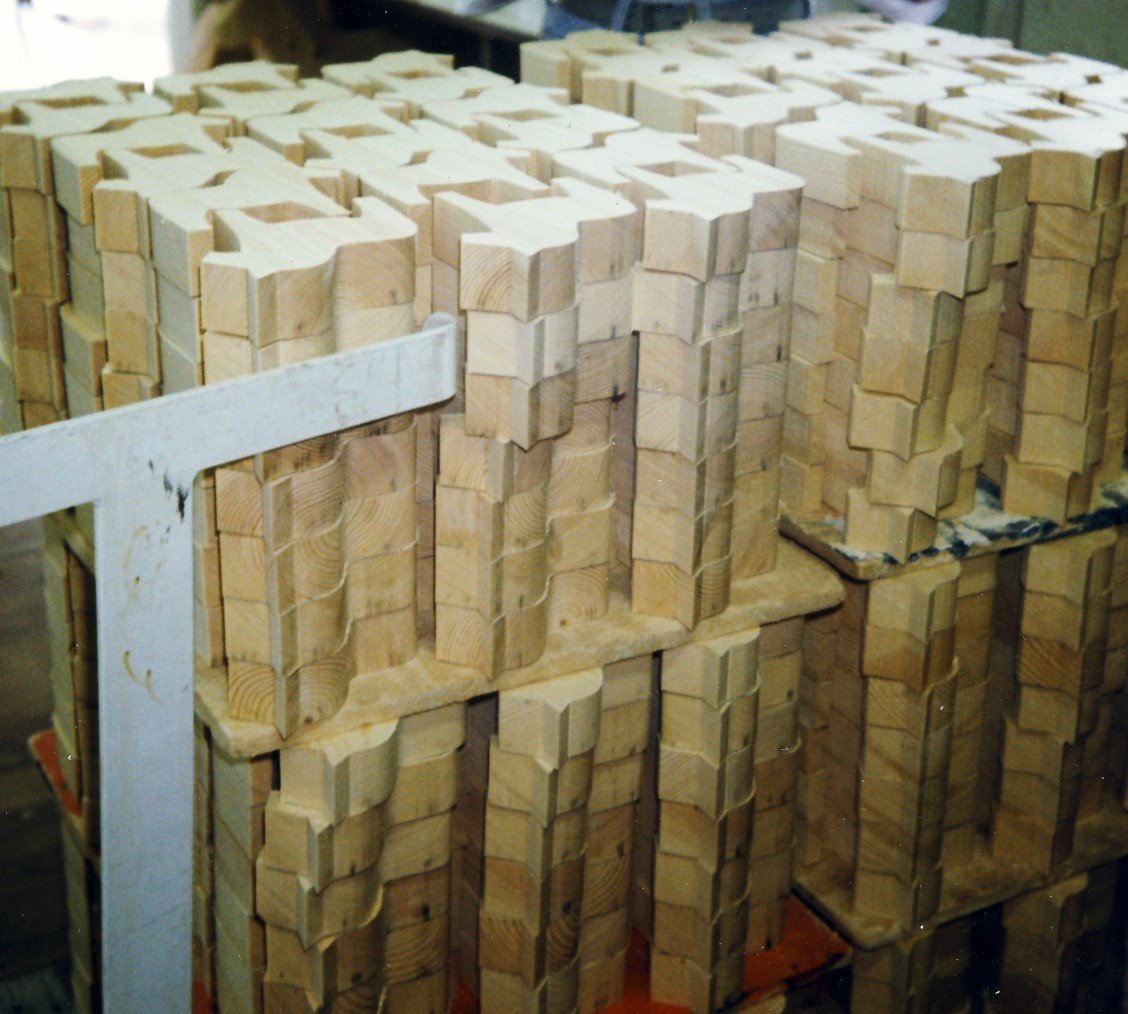
Заготовки
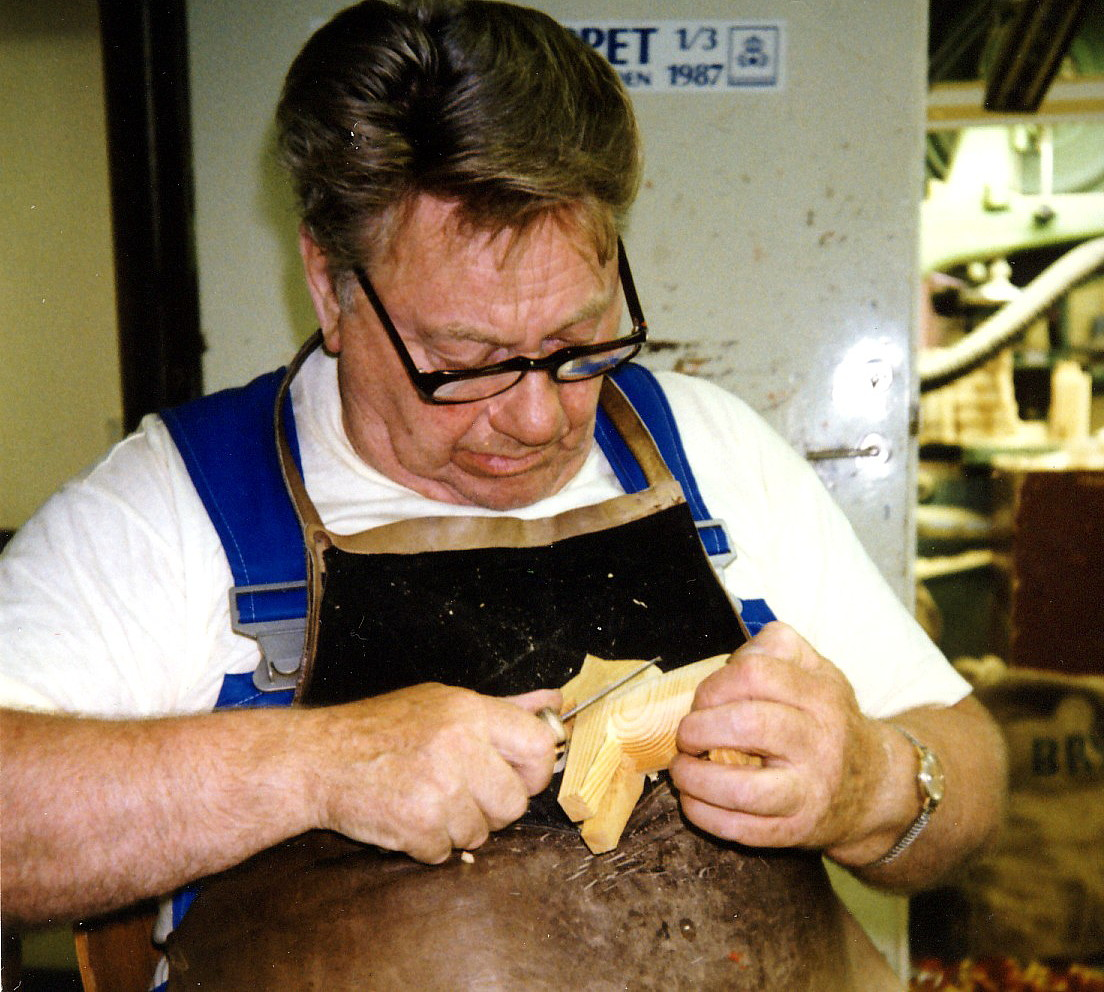
Работа резчика

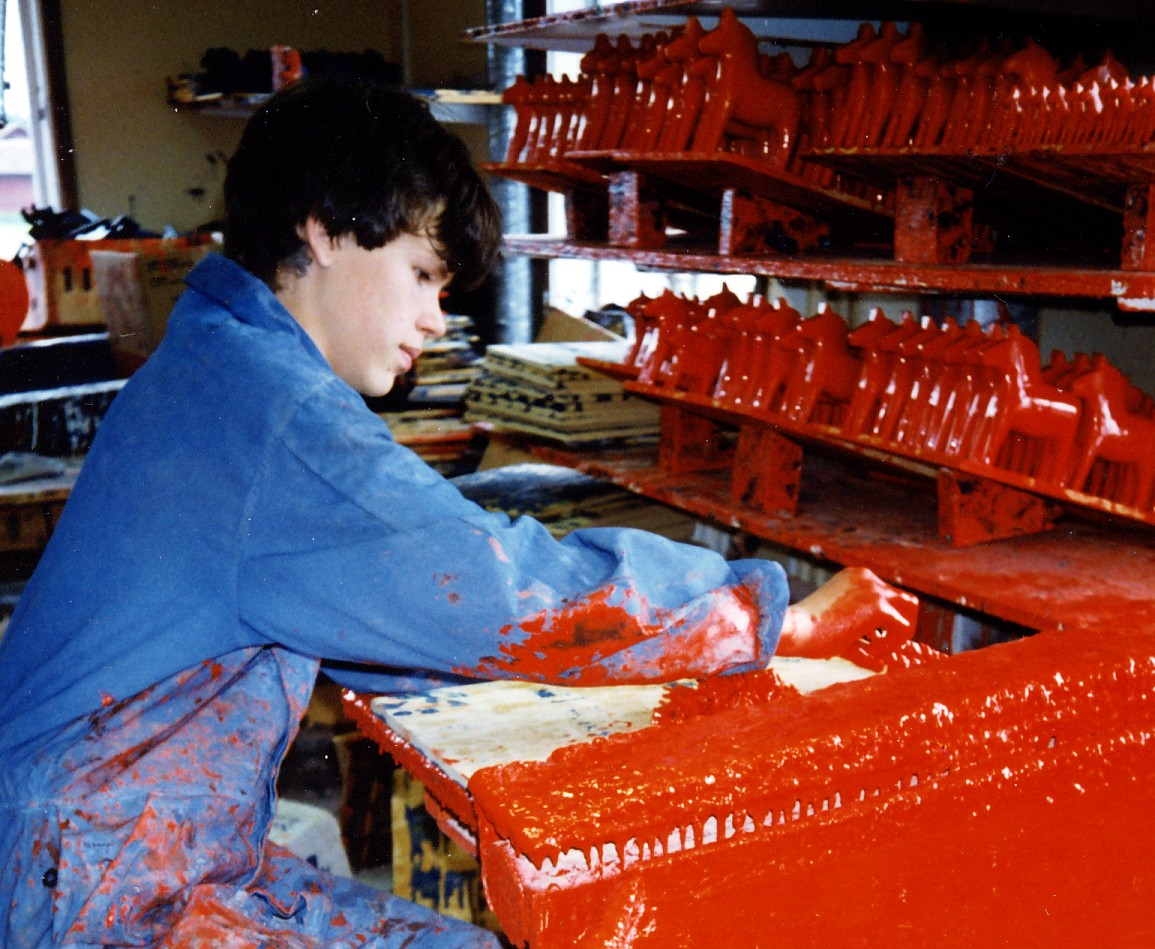
Красильная ванна
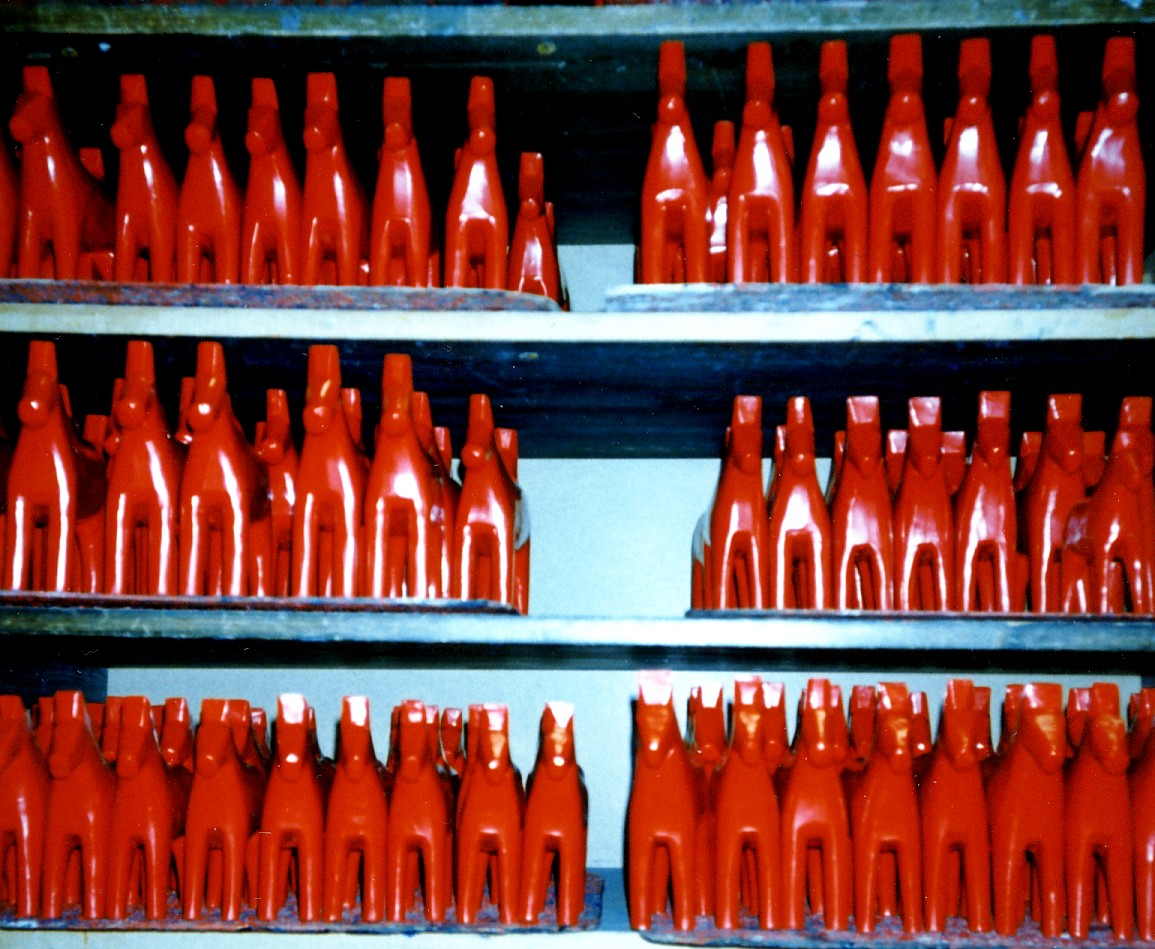
Сушка
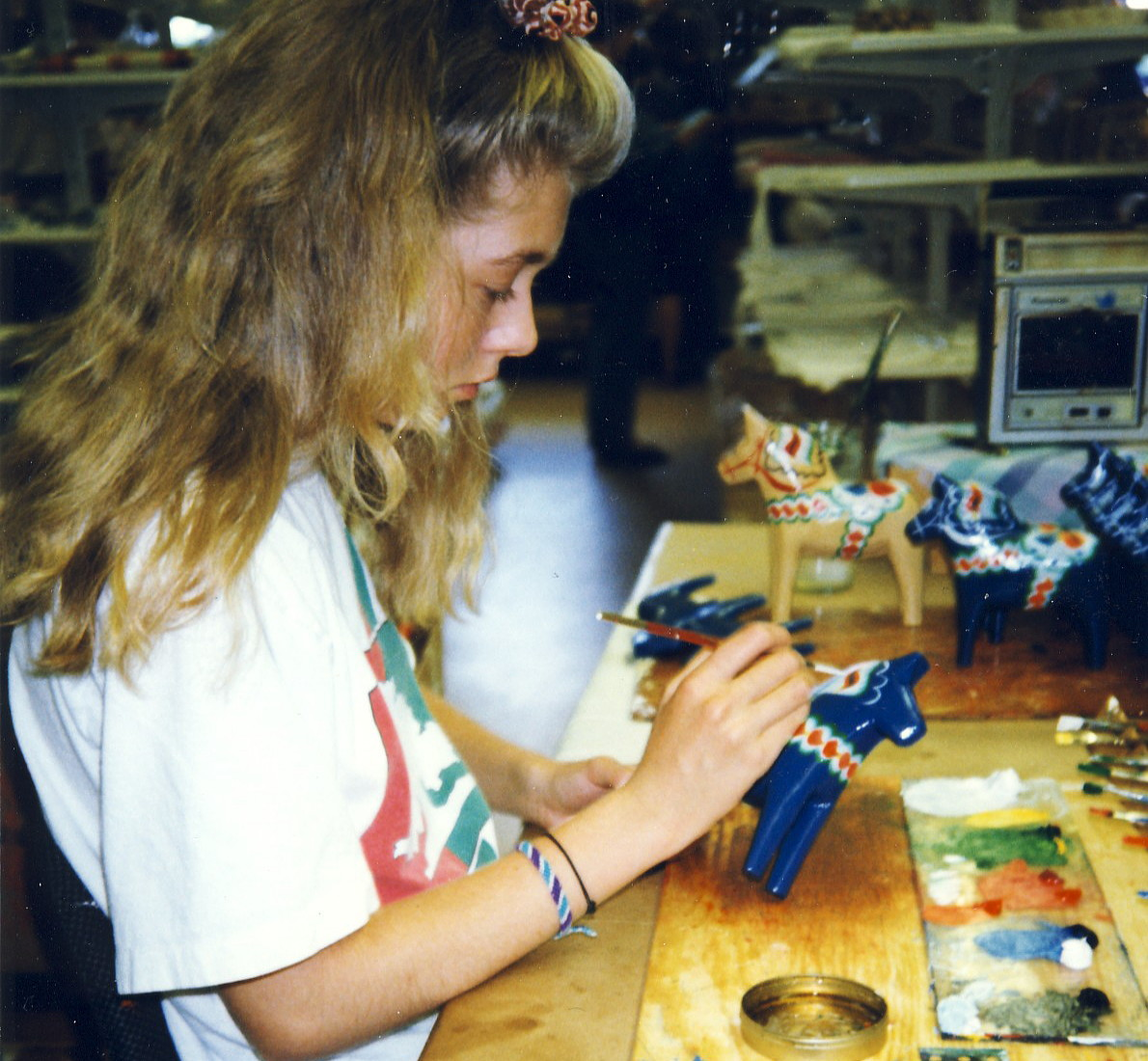
Ручная роспись
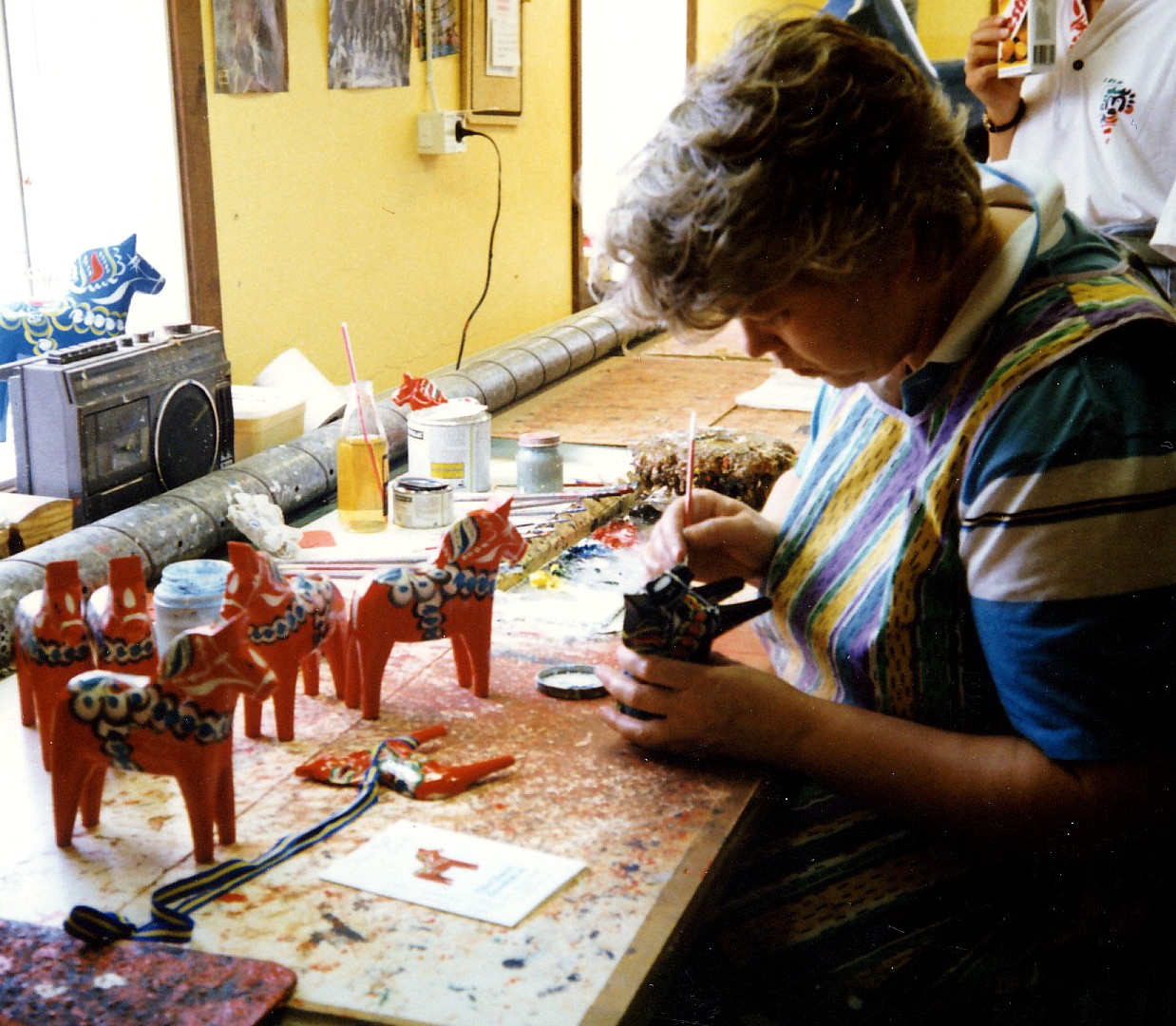
Ручная роспись

## В скульптуре

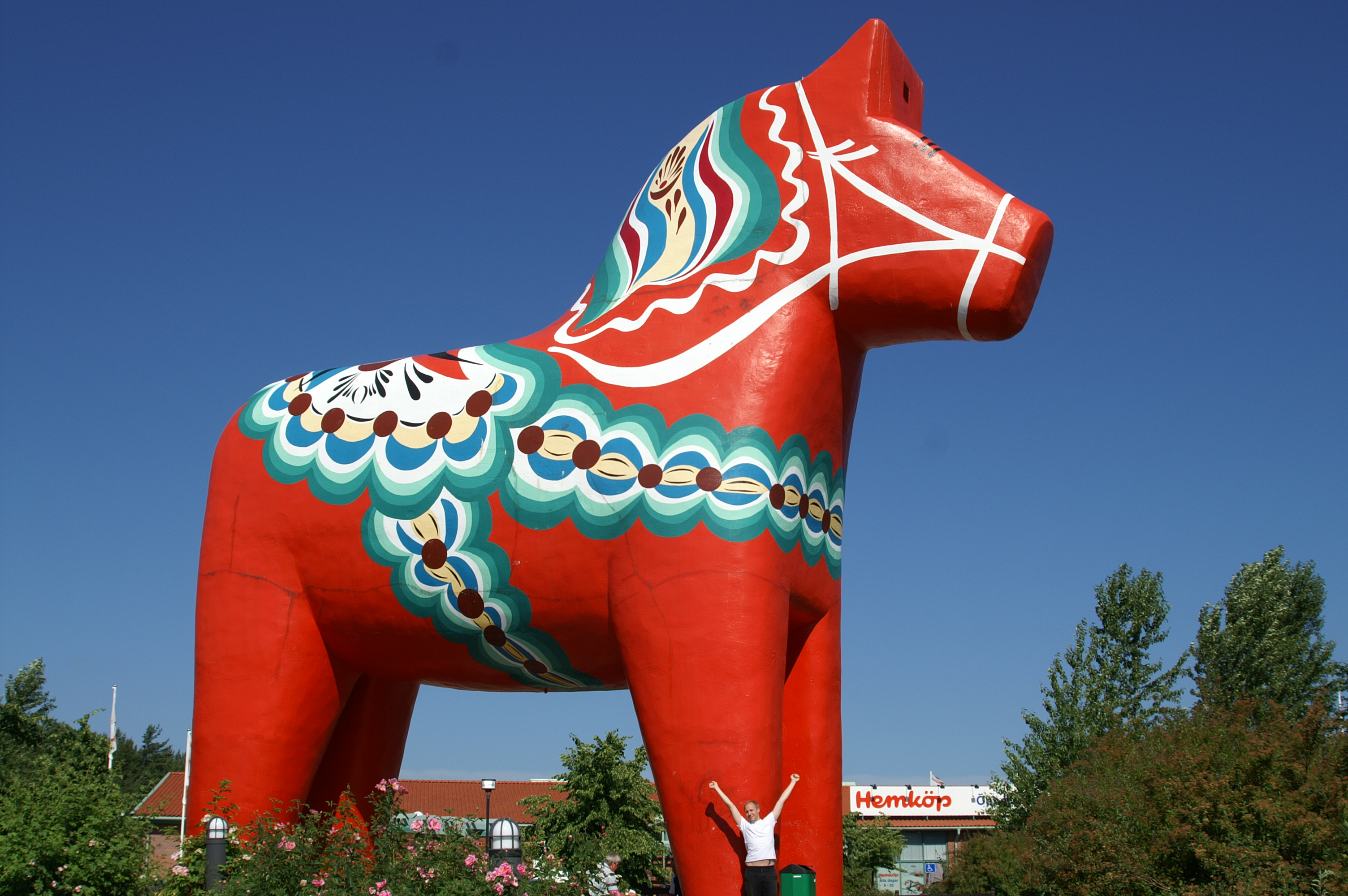
Самая большая в мире далекарлийская лошадь. Авеста, Швеция.

Современные скульпторы всё чаще обращаются к теме далекарлийской лошадки: в стиле классической или произвольной росписи шведский символ стал появляться на улицах разных городов как Швеции, так и других стран. Впервые игрушку воплотили в трёхметровую фигуру на Всемирной выставке в Нью-Йорке в 1939 году.
В 1971 году в городе Мора штата Миннесота (США) была установлена статуя далекарлийской лошадки, как напоминание жителям о шведских корнях первых поселенцев. Выполнили её из стекловолокна, высота конструкции 6,7 м, вес — 1,3 тонны.
Самая большая на сегодняшний день статуя была открыта в декабре 1989 года у края скоростного шоссе около города Авеста, Швеция. Расположение у дороги не случайно — людей, въезжающих в провинцию Даларна, встречает её символ и гордость всей страны. Высота этой бетонной «игрушки» составляет 13 метров, а весит она более 65 тонн. Наибольший интерес к гигантской лошади проявили американцы из штата Миннесота — они купили чертежи и право на строительство копии статуи. Единственным условием со стороны шведов было ограничение размера — американский аналог не должен быть выше шведского.
В октябре 2000 года Ассоциация шведского наследия подарила 9-метровую копию статуи из Авесты городу Майнот штата Северная Дакота (США).
Шведский символ украшает улицы и других городов США: Чикаго в штате Иллинойс, Клоке в штате Миннесота, Линдсборг в штате Канзас и Оклендангл. в штате Небраска. Линдсборг может похвастаться целой коллекцией уникальных далекарлийских лошадок, созданных под девизом «Поиск дикой Далы» (Search for the Wild Dala) и установленных по всему городку. Фигуры чуть больше метра разукрашены абстрактными мотивами, посвящёнными то танцу, то музыке, то футболу, а то и просто телефону. Есть, конечно, и классическая красная скульптура.
| Город Лудвика, Швеция | Город Линдсборг, Канзас, США | Город Мора, Миннесота, США | Город Майнот, Северная Дакота, США | Город Клоке, Миннесота, США |

## В литературе
Оживающая красная даларнская лошадка — персонаж сказки для детей американской писательницы Урсулы Ле Гуин «A Ride on the Red Mare's Back» (1992).

## Дополнительная информация
- Dalahäst. Живой Журнал «La Vierge De Neige» со старыми фотографиями Даларны, Муры, Нуснеса и производства далекарлийской лошадки. Есть перевод.
- Далекарлийская лошадка. Живой Журнал «Кукольник». Процесс изготовления даларнской лошадки. Антон Голубчик.
- Даларна. Официальный информационный сайт Швеции по туризму.
- «Где водится далекарлийская лошадка?». Живой журнал «Home is in the kitchen». 24 февраля 2013 г.
- «История далекарлийской лошадки». Мастерская города Линдсборга, США.
- Фотографии далекарлийской лошади в разных городах: г. Стокгольм, Швеция, г. Виннипег, Канада, г. Чикаго, США, г. Киев, Украина.